# Engel und Narren (Film)
Engel und Narren ist ein britischer Spielfilm von Charles Sturridge nach dem gleichnamigen Roman von E. M. Forster. In den Hauptrollen agieren Helena Bonham Carter, Judy Davis, Rupert Graves und Helen Mirren. Der Film startete am 21. Juni 1991 in England und kam am 9. Januar 1992 in die deutschen Kinos.

## Handlung
Auf einer Reise mit ihrer jungen Freundin Caroline Abbott in die Toskana verliebt sich Lilia Herriton in einen deutlich jüngeren Italiener und in das Land selbst, daher entscheidet sie sich dort zu bleiben. Aus Wut schickt die Familie ihres verstorbenen Ehemanns Lilias Schwager und dessen Schwester nach Italien, um eine unstandesgemäße Ehe zu verhindern. Doch sie kommen zu spät. Lilia heiratet den Italiener und wird zu gegebener Zeit wieder schwanger. Als sie bei der Geburt des Kindes stirbt, sehen sich die Herritons verpflichtet und berechtigt, nach Monteriano zu reisen, um das Sorgerecht für den Säugling zu übernehmen, damit er als Engländer aufwachsen kann.

## Hintergrund
Wie schon bei Zimmer mit Aussicht werden Italien und seine Einwohner mit unwiderstehlichem Charme dargestellt, dem letztendlich auch Caroline Abbott verfiel.
Im Roman endet die Geschichte tragisch, im Film allerdings ist der Schluss mit einer neuen Szene positiv angedeutet.
Der Film wird irrtümlich häufig für eine Produktion von James Ivory gehalten, weil dieser die Forster-Romane Zimmer mit Aussicht, Wiedersehen in Howards End und Maurice verfilmte.

## Kritik
„Das soziale und psychologische Problem der Fremdenfeindlichkeit als Thema einer Literaturverfilmung, der es trotz gediegener Ausstattung und geschliffener Dialoge nicht gelingt, die aktuelle Brisanz des Stoffes zu nutzen.“

## Soundtrack
- Rachel Portman, Gaetano Donizetti: Where Angels Fear to Tread. Music From the Original Motion Picture Soundtrack. Virgin Records, s. l. 1991, Tonträger-Nr. CDV 2671 – stereofone Originaleinspielung der Filmmusik durch das Ungarische Film- & Fernseh-Orchestra und The London Independent Players unter der Leitung von David Snell

## Synchronisation
Engel und Narren wurde von Interopa Film synchronisiert.
| Rolle             | Darsteller           | Synchronsprecher         |
| ----------------- | -------------------- | ------------------------ |
| Lilia Herriton    | Helen Mirren         | Sonja Deutsch            |
| Caroline Abbott   | Helena Bonham Carter | Melanie Pukaß            |
| Harriett Harriton | Judy Davis           | Kerstin Sanders-Dornseif |
| Philip Herriton   | Rupert Graves        | Hubertus Bengsch         |
| Gino Carella      | Giovanni Guidelli    | Charles Rettinghaus      |
| Mrs. Herriton     | Barbara Jefford      | Renate Rennhack          |